# Oscar Cantoni
Oscar Cantoni (Lenno, 1 de setembre de 1950) és un cardenal i bisbe catòlic italià, bisbe de Como des del 4 d'octubre de 2016.

## Biografia
Va néixer a Masnate, un llogaret de Lenno, a la província i diòcesi de Como, l'1 de setembre de 1950. A l'edat de vuit anys es va traslladar amb la seva família a la propera Tremezzo.

### Formació i ministeri sacerdotal
Després dels seus estudis clàssics al Pontificio Collegio Gallio de Como, dirigit pels pares Somascos, el 1970 va ingressar al seminari diocesà per rebre una formació teològica específica.
El 28 de juny de 1975 va ser ordenat sacerdot a Como pel bisbe Teresio Ferraroni.
Després de la seva ordenació se li va encarregar el càrrec de responsable del Centre Vocacional Diocesà, que ell mateix va crear i del qual va tenir cura fins a l'any 1999. L'any 1986 va ser nomenat director espiritual del seminari teològic diocesà, mentre que el 1991 delegat episcopal per a l'Ordo Virginum, l'associació de verges consagrades reintegrada pel Concili Vaticà II, que contribueix a crear i desenvolupar a la diòcesi de Como .
L'11 de juliol de 2000, el papa Joan Pau II li va atorgar el títol de prelat honorari de Sa Santedat .
L'any 2003 va deixar els càrrecs ocupats anteriorment, des que va ser nomenat vicari episcopal del clergat, càrrec que va ocupar fins al seu nomenament episcopal.

### Ministeri episcopal i cardinalat

#### Bisbe de Crema
El 25 de gener de 2005, el papa Joan Pau II el va nomenar bisbe de Crema; va succeir a Angelo Paravisi, que va morir el 2 de setembre de 2004. El 5 de març següent va rebre l'ordenació episcopal, a la catedral de Como, de mans d'Alessandro Maggiolini, bisbe de Como, dels co-consagradors Teresio Ferraroni, bisbe emèrit de Como. Como, i l'arquebisbe Paolo Romeo, nunci apostòlic a Itàlia. El 19 de març següent va prendre possessió de la seva nova diòcesi.
Se li va encarregar la delegació de la Conferència Episcopal Llombarda per a la pastoral de vocacions i seminaris, i va passar a formar part de la comissió episcopal anàloga del Conferència Episcopal Italiana.
El novembre de 2010, en una celebració a la catedral de Crema, se li va lliurar la insígnia de gran oficial de l'Orde i el decret de nomenament com a gran prior per al nord d'Itàlia de l'orde eqüestre del Sant Sepulcre de Jerusalem.

#### Bisbe de Como i cardenal

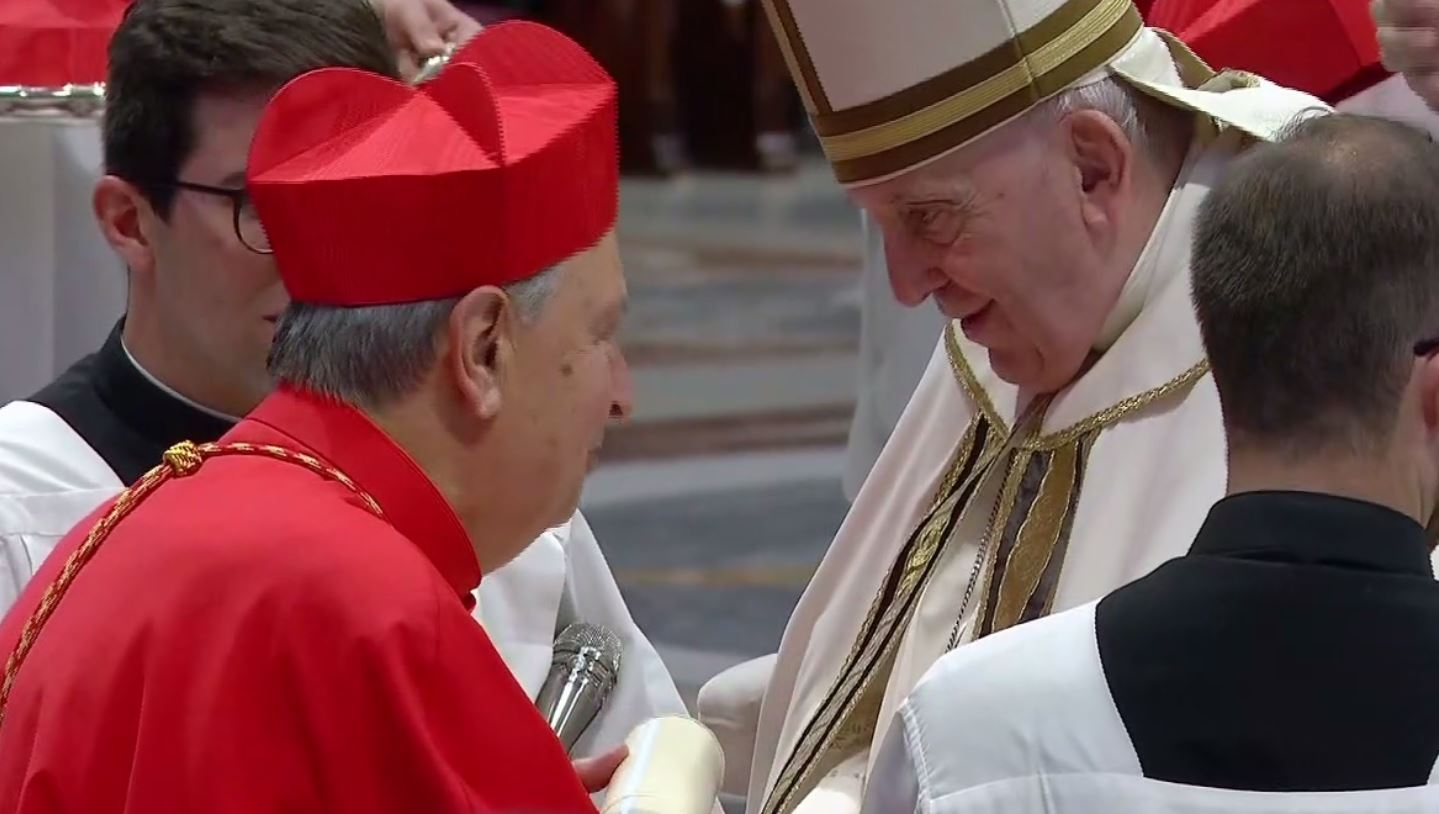
Oscar Cantoni amb el papa Francesc en el moment de la seva creació com a cardenal

El 10 de setembre de 2016 es va reunir amb el papa Francesc, que va anunciar el seu nomenament com a bisbe de Como, que va tenir lloc el 4 d'octubre de 2016; succeeix a Diego Coletti, que va dimitir per haver arribat al límit d'edat. El 27 de novembre següent va prendre possessió de la diòcesi, a la catedral de Como.
És delegat per a la comissió presbiteral regional, delegat per a la pastoral de les vocacions i seminaris, i delegat per a la vida consagrada de la Conferència Episcopal Llombarda.
El 31 d'agost de 2017, durant les celebracions de la solemnitat de Sant'Abbondio, va anunciar l'onzè sínode diocesà de Como, titulat "Testimonis i pregoners de la misericòrdia de Déu"; després d'haver-lo inaugurat el 12 de gener de 2020, va presidir la celebració eucarística final el 4 de juny de 2022.
El 29 de maig de 2022, al final del Regina Caeli, el papa Francesc anuncia la seva creació com a cardenal; en el consistori del 27 d'agost següent, el va crear cardenal prevere de Santa Maria "Regina Pacis" a Monte Verde. El 8 de desembre prengué possessió del títol de cardenal.
És membre del Dicasteri dels Bisbes des del 13 de juliol de 2022.

## Fets judicials i polèmiques
El maig de 2008 va ser investigat pel fiscal de Como per ajudar i complir Mauro Stefanoni, un rector després condemnat per maltractament infantil. Les investigacions tenien com a objectiu esbrinar si l'any 2004 Cantoni, Alessandro Maggiolini (aleshores bisbe de Como) i Enrico Bedetti (vicari general diocesà) havien ajudat Stefanoni a protegir-se de les investigacions de les quals era objecte en aquell moment. Mentre que el procediment contra Maggiolini va expirar a causa de la seva mort el novembre de 2008, es demana l'arxiu de Cantoni i Bedetti ja que els dos només van complir les ordres del bisbe.
El novembre de 2017, Cantoni va participar en la investigació del programa de televisió Le Iene sobre l'escàndol dels abusos sexuals al Vaticà : un monjo, autor d'aquests abusos contra els seus companys més joves, va ser ordenat sacerdot per Cantoni malgrat les informacions que en ell hauria estat enviat per la víctima. Entrevistat, Cantoni afirma la regularitat de l'ordenació sacerdotal.

## Honors
Comendador amb placa de l'orde eqüestre del Sant Sepulcre de Jerusalem
 Gran prior per a l'Itàlia Septentrional de l'orde eqüestre del Sant Sepulcre de Jerusalem - 2010-2018

## Obres publicades
- Ragazzi nuovi per un mondo nuovo. Proposta di catechesi per l'anno di iniziazione alla cresima. Schede per il ragazzo (cartella a schede mobili a cura di Oscar Cantoni e Giuseppe Corti), Brescia, Queriniana, 1974.
- La tua vita. Sussidio vocazionale per ragazzi, Bologna, Dehoniane, 1981.
- Grida la tua speranza. Lettere ai giovani, Milano, Àncora, 1985. ISBN 88-7610-117-9.
- ... E brillerà la tua luce. Strumento di lavoro per i giovani che chiedono la direzione spirituale, Milano, Àncora, 1990. ISBN 88-7610-351-1. Il volume è giunto alla 4ª edizione: E brillerà la tua luce. Direzione spirituale. Guida per i giovani, Milano, Àncora, 2000. ISBN 88-7610-857-2.
- La direzione spirituale in vista dell'orientamento vocazionale, Como, Diocesi di Como, 1996.
- Direzione spirituale e accompagnamento vocazionale. Teologia e scienze umane a servizio della vocazione (con Dino Bottino e altri), Milano, Àncora, 1996. ISBN 88-7610-554-9.
- Direzione spirituale, maturità umana e vocazione (a cura del Centro Nazionale Vocazioni), Milano, Àncora, 1997. ISBN 88-7610-600-6.
- Sentieri di gioia (in appendice: "Discorso di Giovanni Paolo II ai giovani"), Milano, Àncora, 1998. ISBN 88-7610-680-4.
- Diventare padri nello Spirito. La formazione delle guide spirituali (a cura del Centro Nazionale Vocazioni), Milano, Àncora, 1999. ISBN 88-7610-741-X.
- Il discernimento spirituale (con Marko Ivan Rupnik e altri), in Credere oggi. Dossier di orientamento e aggiornamento teologico, n. 1, vol. 22 (gennaio-febbraio 2002), pp. 3–140.
- Come luce d'aurora... Un cammino di fede per diventare cristiani, Cinisello Balsamo, Edizioni San Paolo, 2003. ISBN 88-215-4842-2.
- Fare di Cristo il cuore del mondo. Per una comunione di intenti, Crema, Diocesi di Crema, 2005 (lettera d'ingresso in diocesi, pubblicata come supplemento al settimanale Il Nuovo Torrazzo del 24 settembre 2005).
- Ti scrivo da amico. Lettera a chi cerca..., Crema, Centro Editoriale Cremasco, 2007.
- La maturazione della risposta vocazionale al celibato nella formazione seminaristica, in Roberto Balletta e Andrea Mardegan (a cura di), Sacerdozio e celibato nella Chiesa, Milano, Centro Ambrosiano, 2007, pp. 149–164. ISBN 978-88-8025-621-2.